# Alexander's
Alexander's, Inc. was een Amerikaanse warenhuisketen die op het hoogtepunt 16 winkels telde, die in 1928 werd opgericht door George Farkas en Louis Schwadron. Op één na (ten tijde van het faillissement in 1992) waren alle winkels gevestigd in gebouwen die eigendom waren van het bedrijf. Enkele van de locaties waren een winkel die het hele blok tussen East 58th en 59th Street en Lexington en Third Avenues in Manhattan besloeg (nu de locatie van Lexington Avenue 731), een winkel in The Mall bij het World Trade Center, een hoofdwinkel in het bruisende winkelgebied van Fordham Road in The Bronx en een winkel in Paramus, New Jersey met een van de grootste muurschilderingen ter wereld. 
Alexander's ging in 1992 failliet, waarna het als een vastgoedbeleggingsmaatschappij werd voortgezet, met 7 panden in bezit in de agglomeratie New York, waaronder 731 Lexington Avenue, het hoofdkantoor van Bloomberg LP. Het wordt gecontroleerd door Vornado Realty Trust.

## Geschiedenis
In 1928 opende George Farkas, geboren in Brooklyn, een winkel aan Third Avenue in de Bronx met een kapitaal van $ 7.500 en noemde de winkel naar zijn overleden vader, Alexander. De winkel richtte zich op de welgestelde middenklasse en bood merkkleding aan met korting en hoogwaardige huismerken. De reclameslogan was ooit: "Bij Alexander's vindt u wat u zoekt; hoeveel geluk kunt u hebben?!"
De keten floreerde zelfs tijdens de Grote Depressie en opende in 1933 een vestiging aan Fordham Road en aan Grand Concourse in The Bronx. In de hoogtijdagen in de jaren 1930 stond de winkel bekend om zijn koopjes en had hij meer omzet per vierkante meter dan welke andere winkel in de Verenigde Staten dan ook.
Farkas stond bekend als een meester in het selecteren van locaties voor zijn winkels, waarbij hij het onroerend goed kocht in plaats van te leasen. In februari 1959 opende het bedrijf een winkel in Rego Park, Queens. In 1963 opende het bedrijf zijn vlaggenschipwinkel op 59th Street in Manhattan nadat het het perceel had gekocht van een bedrijf dat werd gecontroleerd door Joseph P. Kennedy Sr. voor wat een hoge prijs leek van $125 per vierkante voet. In december 1968 werd Alexander's een beursgenoteerd bedrijf via een beursintroductie, waarmee $ 41,17 miljoen werd opgehaald. Hiermee werd een overname door concurrent EJ Korvette afgewend. Oprichter George Farkas ging dat jaar met pensioen vanwege zijn slechte gezondheid en een van zijn zonen, Alexander S. Farkas, werd CEO. 
In de jaren 1970 liepen klanten over naar grotere concurrenten zoals Macy's en Bloomingdale's, en naar discountwinkels zoals Kmart. Na de voltooiing van The Mall bij het World Trade Center in 1974 werd Alexander's de ankerhuurder. De locatie besloeg ongeveer 1/6 van het 46.500 vierkante meter grote winkelcentrum van het WTC, het grootste in New York, en bevond zich onder het 4 World Trade Center, direct ten oosten van de zuidelijke toren.
In 1980 nam Interstate Properties, gecontroleerd door Steven Roth, na een machtsstrijd de controle over het bedrijf over, in een poging de waarde van het onroerend goed te maximaliseren. In 1981 probeerde het management het aanbod uit te breiden naar meer dan alleen vrijetijdskleding. In 1984 trad Alexander Farkas op verzoek van Interstate Properties, dat toen een belang van 13% had, af als CEO en werd opgevolgd door zijn broer Robin (1933-2018). In 1986 kocht Donald Trump ongeveer 20% van het bedrijf.

### Sluiting en vastgoedbedrijf
1987 was het laatste jaar waarin het bedrijf winst maakte uit zijn detailhandelsactiviteiten. In 1988 verhoogden Interstate en Trump ieder hun belang tot 27% van het bedrijf. Trump gaf zijn belang als onderpand voor een persoonlijke lening van Citibank, en in 1991 werd hij gedwongen zijn bezittingen over te dragen aan Citibank. 
In 1992 dwongen Roth en zijn schuldeisers het bedrijf tot faillissement en op 15 mei 1992 sloot het bedrijf alle elf winkels, waarbij 5.000 mensen werden ontslagen. Het faillissement werd ook veroorzaakt door een putoptie die de familie Gruss had om haar belang van 18% in het partnerschap dat eigenaar was van de winkel op 59th Street voor $ 35 miljoen aan Alexander's te verkopen, maar het bedrijf had het geld niet. 
In 1993 kwam het bedrijf uit het faillissement. De combinatie van een stijging van de waarde van haar vastgoedbezit en het afstoten van haar verplichtingen zorgde ervoor dat de aandelenkoers omhoog schoot. Deze steeg van $ 8,50 per aandeel voordat het bedrijf failliet ging naar $ 57 per aandeel een jaar later. In 1995 kocht Vornado Realty Trust het belang van Citicorp (voorheen eigendom van Donald Trump) voor $ 54,8 miljoen dollar. 
In november 2012 verkocht het bedrijf het winkelcentrum Kings Plaza in Brooklyn aan Macerich voor $ 751 miljoen  en gebruikte de opbrengst om een dividend van $ 122 per aandeel aan de aandeelhouders uit te keren. 

## Muurschildering
Een van de bekendste dingen die met Alexander's te maken had, was een abstracte muurschildering op glas met emaille door de Poolse kunstenaar Stefan Knapp. Deze muurschildering was te zien aan de buitenkant van Alexander's, tegenover het Garden State Plaza in Paramus, New Jersey. De muurschildering werd aan de zijkant van het gebouw gehangen die uitkeek op de New Jersey Route 4 en bleef daar hangen tot het gebouw in 1998 werd gesloopt.
George Farkas had kunstenaar Salvador Dalí benaderd om een muurschildering te maken voor de locatie in Paramus en de twee waren het eens geworden over de voorwaarden van een contract. Echter, enige tijd later, tijdens een reis naar het buitenland, zag Farkas tijdens een wandeling door luchthaven Heathrow in Londen een muurschildering van Knapp en besloot hem de opdracht te geven om ook een muurschildering te maken. Dalí eiste dat hij het stuk zou maken, waarbij giraffen met onderbroeken aan hun nek over de straat zouden hangen. Hij was bereid om Knapp de giraffen te laten schilderen. Farkas reageerde door de taak volledig aan Knapp te geven, maar betaalde Dalí nog wel voor zijn inbreng. Het thema van Knapp was een wereldkaart die hij schilderde zoals hij die zag tijdens zijn tijd als piloot bij de Royal Air Force, na zijn bevrijding uit een Sovjetgevangenenkamp. 
Toen het in 1963 werd voltooid, was de muurschildering met 280 panelen de grootste ter wereld. Het was 60 bij 15 meter groot en woog ruim 250 ton. Farkas was gecharmeerd van het werk en huurde Knapp in om muurschilderingen te maken in de winkels in Valley Stream en White Plains. 
De winkel werd in 1992 gesloten en het gebouw bleef ongebruikt. In 1996 kondigde Steven Roth, voorzitter van Vornado Realty Trust, aan dat de winkel zou worden omgebouwd tot een winkelcentrum met Ikea als hoofdhuurder. Will Roseman, burgemeester van het nabijgelegen Carlstadt in New Jersey en directeur van het Bergen Museum of Art &amp; Science, nam contact op met Roth in een poging de muurschildering te redden. Nadat het door Sotheby's was getaxeerd, werd het schilderij gedoneerd aan het Bergen Museum of Art &amp; Science, dat het opsloeg in een garage in Carlstadt.
In juni 2015 werden delen van de muurschildering tentoongesteld in de Art Factory in Paterson, New Jersey. Roseman hield echter 20 stukken achter, omdat hij bang was dat de Art Factory het werk zou verkopen. De secties waren in rijen ingedeeld, waarbij sommige specifieke thema's hadden. 
In september 2021 kondigden de directeuren van Valley Health System en de burgemeester van Paramus aan dat ze vijftig stukken van de muurschildering zouden aanbrengen op verschillende plekken langs de campus van het nieuwe Valley Hospital, dat in Paramus werd gebouwd. 